# Armanto Ortolano
Armanto Ortolano (en griego: Αρμαντο Ορτολανο; Kassel, RFA, 19 de febrro de 1965) es un deportista griego que compitió en vela en la clase Laser. Ganó una medalla de oro en el Campeonato Europeo de Laser de 1983.

## Palmarés internacional
| Campeonato Europeo | Campeonato Europeo | Campeonato Europeo | Campeonato Europeo |
| Año                | Lugar              | Medalla            | Clase              |
| ------------------ | ------------------ | ------------------ | ------------------ |
| 1983               | Mandal (Noruega)   | Medalla de oro     | Laser              |